# Penstemon parryi
Penstemon parryi är en grobladsväxtart som först beskrevs av Samuel Frederick Gray, och fick sitt nu gällande namn av Samuel Frederick Gray. Penstemon parryi ingår i släktet penstemoner, och familjen grobladsväxter. Inga underarter finns listade i Catalogue of Life.

## Bildgalleri

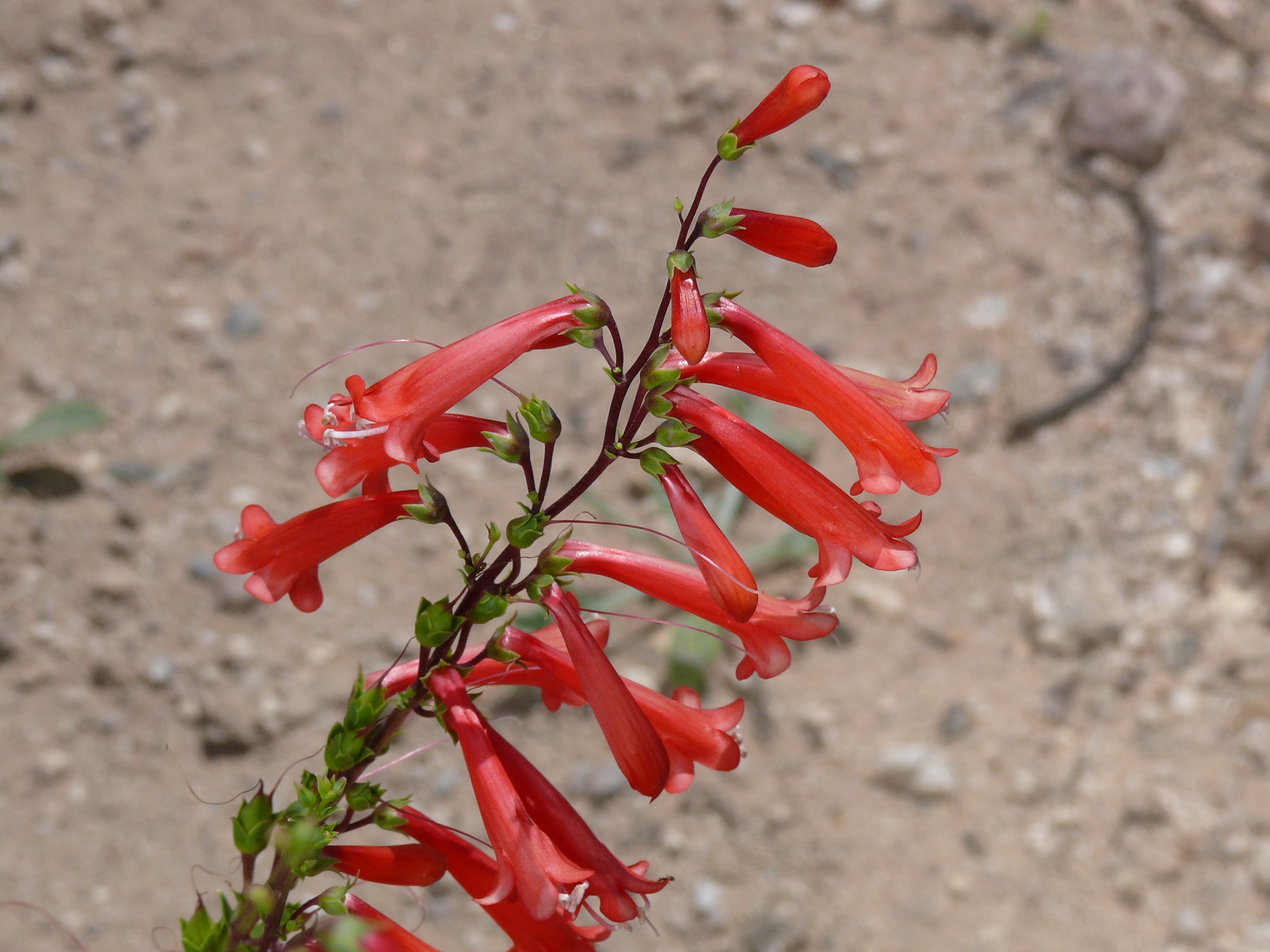
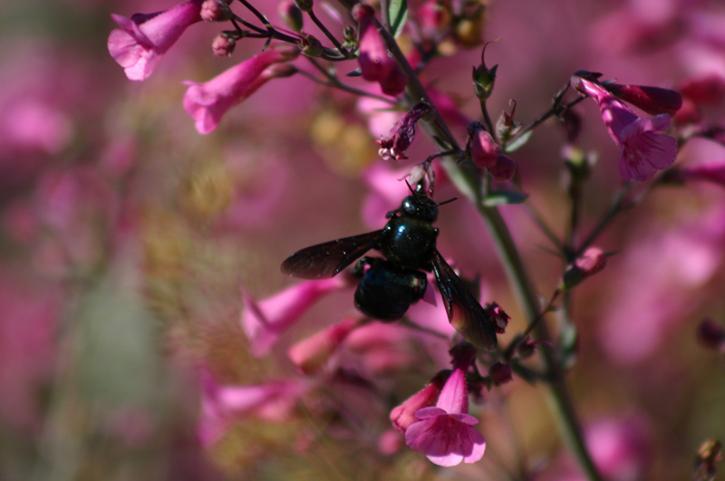
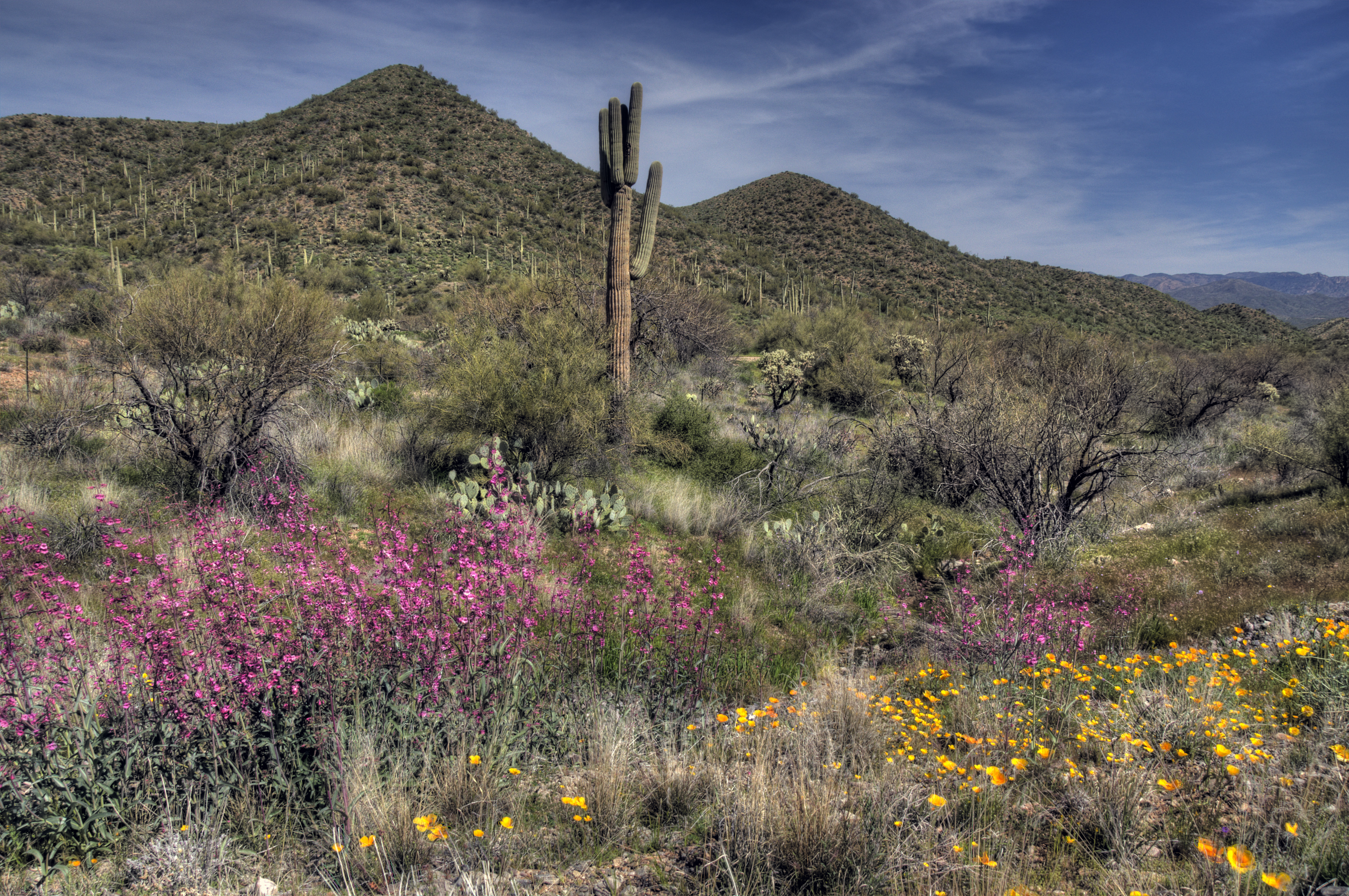
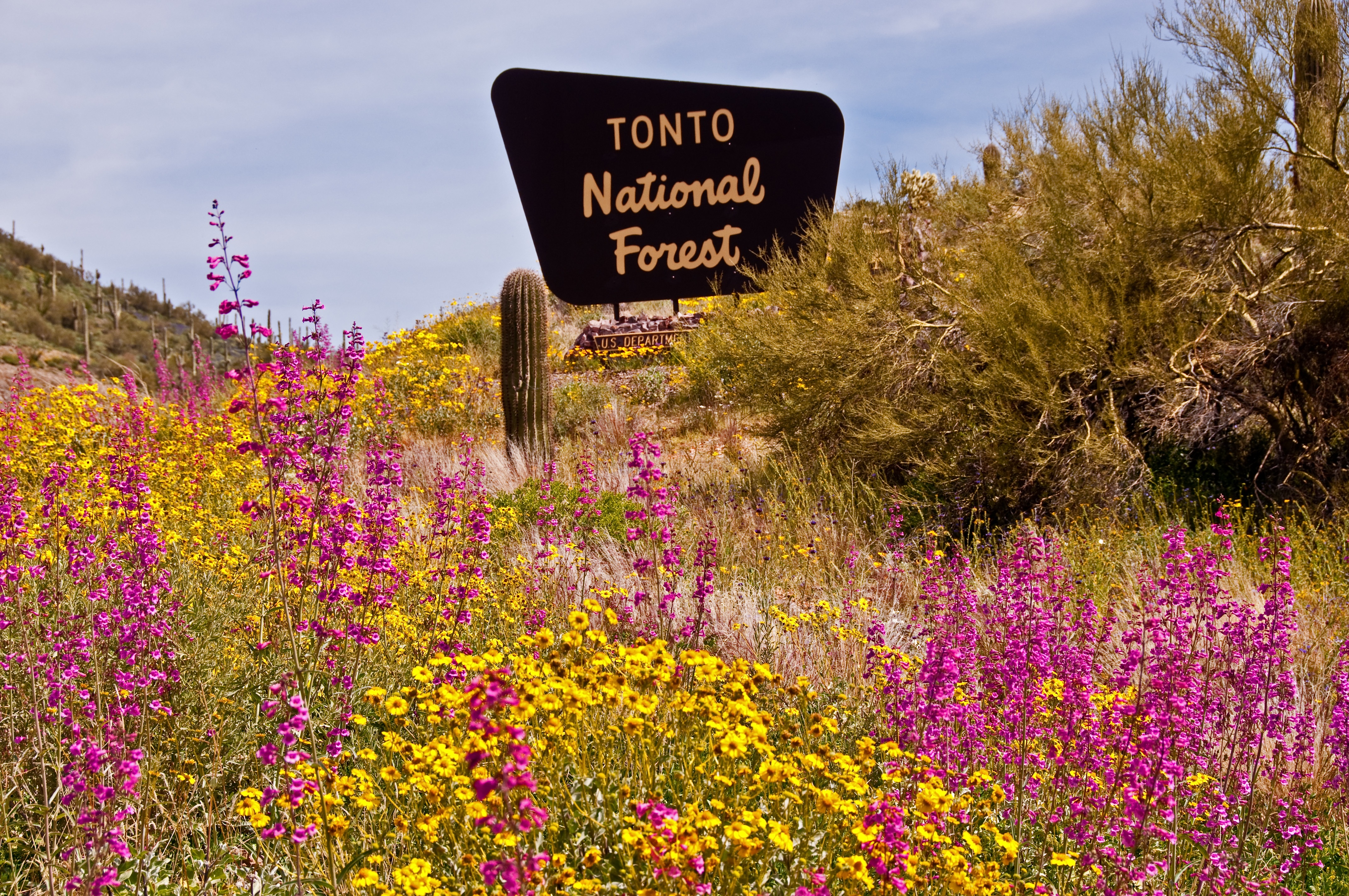
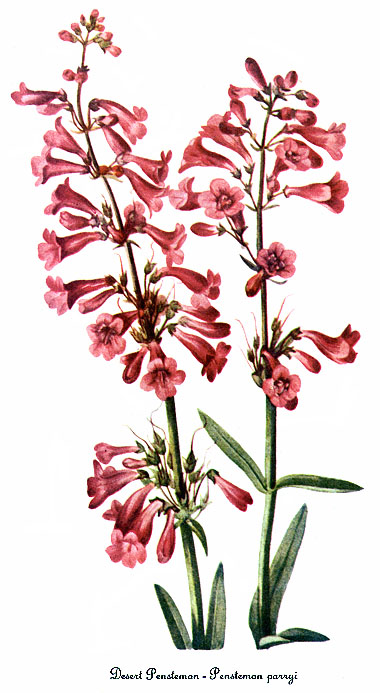
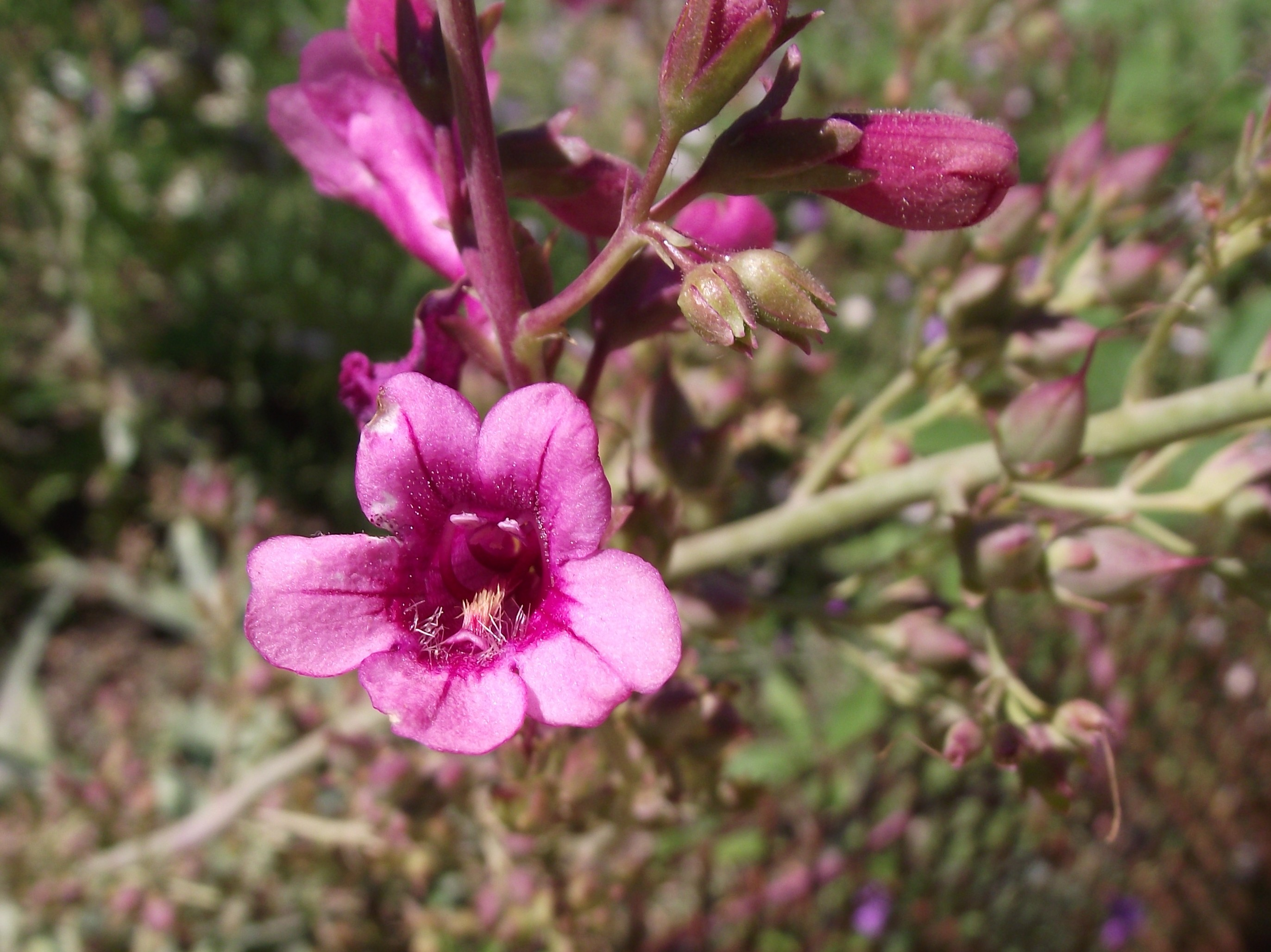